# Kent (Schiff, 1762)
Die Kent war ein 74-Kanonen-Linienschiff 3. Ranges der Bellona-Klasse der britischen Marine, das von 1762 bis 1775 in Dienst stand.

## Geschichte

### Bau
Die spätere Kent wurde am 13. Dezember 1758, zusammen mit ihrem Schwesterschiff Defence bestellt. Das Schiff wurde unter der Bauaufsicht von Adam Hayes in der Marinewerft in Deptford (London) am 24. April 1759 auf Kiel gelegt. Der Stapellauf erfolgte am 26. März 1762 und die Indienststellung am 7. April 1762. Die Baukosten betrugen 39.756 Pfund, 18 Schilling und 3 Pence (siehe Pfund Sterling).

### Einsatzgeschichte
Nach ihrer Indienststellung unter Captain Robert Faulkner wurde die Kent bis zum 8. Juni 1762 ausgerüstet und Einsatzfähig gemacht. Da aber der britische Präliminarfrieden mit Frankreich vom 23. September 1762 für Großbritannien faktisch das Ende des Siebenjährigen Krieges bedeutete, wurde das Schiff nur bis 28. März des Folgejahre in Dienst gehalten.
Diese Außerdienststellung war aber nur von kurzer Dauer, da ab September 1763 bis 19. April 1766 eine Verwendung als Wachschiff in Plymouth folgte. In dieser Zeit stand die Kent unter dem Kommando der Captains Edward Vernon und Edward Le Cras.
Nach dieser Verwendung wurde die Kent bis Mitte 1770 aufgelegt. Hierauf folgte wiederum eine Verwendung als Wachschiff in Plymouth bis zum 31. August 1775. Kommandenten in dieser Zeit waren Stephen Colby, Charles Fielding, der spätere Admiral John Jervis und der berühmte Entdecker James Cook. In dieser Zeit ereignete sich am 4. Juli 1773 ein Unglück an Bord. Hierbei explodierte eine auf dem Vorschiff gelagerte Truhe mit Schwarzpulver, das für die Benutzung beim Salutschießen verwendet wurde. Dabei wurden 11 Mann der Besatzung getötet und weitere 34 verletzt. Des Weiteren soll ein auf der Truhe sitzender Marinetrommler durch den Vorfall über Bord katapultiert, aber nicht verletzt worden sein.
Nach dieser zweiten Verwendung als Wachschiff in Plymouth wurde die Kent wiederum aufgelegt und wahrscheinlich als Hulk genutzt. Eine Verwendung während des Amerikanischen Unabhängigkeitskrieges erfolgte nicht und so wurde die Kent am 5. August 1784 in Plymouth für 600 Pfund verkauft.

## Liste der Kommandanten
| Name                        | Beginn der Amtszeit | Ende der Amtszeit |
| --------------------------- | ------------------- | ----------------- |
| Captain Robert Faulknor     | 7. April 1762       | 28. März 1763     |
| außer Dienst bzw. aufgelegt |                     |                   |
| Captain Edward Vernon       | 6. September 1763   | 19. Oktober 1763  |
| Captain Edward Le Cras      | 19. Oktober 1763    | 19. April 1766    |
| außer Dienst bzw. aufgelegt |                     |                   |
| Captain Stephen Colby       | 8. Januar 1771      | 7. Mai 1772       |
| Captain Charles Fielding    | 7. Mai 1772         | 8. Mai 1775       |
| Captain John Jervis         | 8. Mai 1775         | 8. August 1775    |
| Captain James Cook          | 9. August 1775      | 31. August 1775   |

## Bemerkungen
1. ↑  Bei dieser Klassifizierung wurde diejenige nach Rif Winfield herangezogen, nach der zur Bellona-Klasse die Schiffe Bellona, Superb, Kent, Dragon und Defence gehören. Nach Lavery hingegen werden die Kent und die Defence zur Arrogant-Klasse gezählt, die sich von der Bellona-Klasse durch einen leicht geänderten Spantenriss unterschied. Die Klassifizierung kann aus den historischen Dokumenten nicht mit absoluter Sicherheit abgeleitet werden und eröffnet hier die Möglichkeit zu Spekulationen und einer eigenen Meinungsbildung.